# Тарасенко Валентин Іванович
Тарасенко Валентин Іванович (27 січня 1940, с. Грабарівка Пирятинського району Полтавської області — 11 квітня 2014, м. Київ) — український соціолог, доктор соціологічних наук, співробітник ІС НАН України, дослідник проблеми споживацтва.

## Освіта та наукова діяльність
Закінчив філософський факультет Київського національного університету імені Тараса Шевченка у 1969 році. У 1978 захистив кандидатську дисертацію на тему: «Піднесення соціальних потреб особи», а у 1992 докторську дисертацію на тему: «Соціологія споживання: предмет, методологія дослідження».
У 1978–1990 роках працював в Інституті філософії АН УССР на посаді молодшого, старшого наукового співробітника, у 1983 отримав звання «старший науковий співробітник» за спеціальністю «прикладна соціологія», у 1990–1995 роках працював в Інституті соціології НАН України на посадах старшого наукового співробітника, завідувача відділом загальної соціології. У 1994–2006 роках завідувач, а в 2006—2014 роках — професор кафедри теорії та історії соціології факультету соціології КНУ.
Автор близько 200 наукових публікацій.
Викладав курси історія соціології (XIX-ХХ ст.), спеціальні соціологічні теорії, пізнавальні технології в соціології (способи виведення соціологічних знань), технології дослідницької роботи, соціологія знання на факультеті соціології КНУ.
Проводить дослідження у таких напрямах: соціологічна діагностика реформаторського процесу в Україні, проблеми соціального вибору, історія та теорія соціології.
Брав участь у таких проектах: «Соціальна ідентифікація українського суспільства», «Соціологічна діагностика аграрної реформи в Україні» (Інститут соціології НАН України), «Еволюція сільського соціуму України внаслідок аграрних реформ» (Інститут соціології НАН України).

## Наукові публікації
Деякі наукові публікації:
- Тарасенко В. И. Научный интеллект социологии // Социология: теория, методы, маркетинг. 2008. No. 1. P. 33-49.
- Тарасенко В. И. Проблема начала и самообоснования социологии // Социология: теория, методы, маркетинг. 2005. No. 3. P. 5-23.
- Тарасенко В. И. Социальное, общественное и социологическое познание // Социология: теория, методы, маркетинг. 2006. No. 4. P. 52-68.
- Тарасенко В. И. Удивительная «ненаука» социология // Социология: теория, методы, маркетинг. 2004. No. 2. P. 5-23.
- Тарасенко В. І. Соціальні потреби особи: становлення, задоволення, розвиток — К., 1982.
- Тарасенко В. І. Споживання і споживацтво. — К., 1988.
- Тарасенко В. І. Соціологія споживання: методологічні проблеми. — К., 1993.
- Тарасенко В. І. Проблема соціальної ідентифікації українського суспільства (соціологічна парадигма). — К., 2004. (у співав.).